# Wilson Betemit
Wilson Betemit (nacido el 2 de noviembre de 1980 en Santo Domingo) es un infielder dominicano de Grandes Ligas. Betemit ha jugado para los Bravos de Atlanta, los Dodgers de Los Ángeles, los New York Yankees, los Medias Blancas de Chicago, los Reales de Kansas City, Tigres de Detroit y los Baltimore Orioles.

## Carrera

### Primeros años
Betemit se graduó en 1996 de la escuela secundaria Juan Bautista Safra, donde jugó béisbol. Fue firmado como shortstop amateur por los Bravos de Atlanta el 28 de julio de 1996, cuando tenía 14 años de edad. De acuerdo con las restricciones de edad de las Grandes Ligas con respecto a la firma de los menores, los equipos no están autorizados a firmar ninguna persona menor de dieciséis años. Debido a esta violación de las reglas, los Bravos fueron multados con 100,000 dólares y con la prohibición de hacer scouting y firmar a los jugadores de la República Dominicana durante seis meses en el año 2000.

### Atlanta Braves
Betemit comenzó su carrera profesional en 1997 con los Gulf Coast Braves.  
En 1999, fue el Jugador del Año de los Danville Braves de la Liga de Novatos, y campocorto All-Star de la Appalachian League después de batear .320 en 67 partidos, aunque hizo 33 errores en 67 juegos.
En el año 2000, con los Jamestown Jammers, bateó .331 y fue nombrado el prospecto de ligas menores #1 de los Bravos por la revista Baseball America, así como Jugador del Año y campocorto All-Star de las menores.
Betemit inició el 2001 con los Myrtle Beach Pelicans (bateando el primer jonrón de pie en la historia de los Pelicans el 11 de junio), y fue ascendido a mitad de temporada a los Greenville Braves en AA. Bateó para .355 con Greenville, y fue nombrado el prospecto #1 de los Bravos por segundo año consecutivo. También fue el Jugador del Año de las ligas menores de los Bravos, campocorto All-Star de la Florida State League, y el campocorto all-star del 2.º equipo de ligas menores de Baseball America.
Llamado por los Bravos en septiembre, hizo su debut en Grandes Ligas el 18 de septiembre de 2001, como corredor emergente contra los Filis de Filadelfia. Se fue de 8-0 para los Bravos en pocas oportunidades como batador emrergente.
En 2002, fue enviado a los Richmond Braves en AAA para comenzar la temporada, pero pasó una parte significativa de la temporada en la lista de lesionados debido a varias dolencias. A pesar de una temporada llena de lesiones, fue nombrado como el segundo mejor prospecto de los Bravos después de la temporada.
Pasó la mayor parte de 2003 y 2004, con Richmond Braves, pero apareció en 22 juegos con los Bravos en 2004, dando su primer hit en las Grandes Ligas el 8 de mayo contra los Astros de Houston.
Betemit se destacó finalmente en 2005, como el principal infielder de reserva de los Bravos, reempazando frecuentemente en la tercera base al lesionado Chipper Jones, bateando .305 para la temporada. Conectó su primer jonrón el 27 de abril contra el lanzador de los Mets de Nueva York Tom Glavine.
En la temporada baja, y aprovechando la agencia libre del torpedero Rafael Furcal en el invierno de 2005, los Bravos consideraron prescindir de Betemit como campocorto. Sin embargo, decidieron en cambio contratar al torpedero colombiano Edgar Rentería desde los Medias Rojas de Boston. Betemit siguió desempeñando un papel importante para los Bravos como bateador emergente y refuerzo para el segunda base Marcus Giles, Rentería y Chipper Jones.

### Los Angeles Dodgers
El 28 de julio de 2006, Betemit fue cambiado a los Dodgers de Los Ángeles por el relevista cubano Danys Báez y el infielder Willy Aybar. Hizo su debut con los Dodgers el 30 de julio de 2006, jugando la tercera base ante los Nacionales de Washington. Terminó la temporada con un promedio de bateo de .241 con nueve jonrones y 24 carreras impulsadas.
Se esperaba que Betemit fuera el tercera base titular de los Dodgers en 2007, pero su mal desempeño dio lugar a su ser titular de medio tiempo y bateador emergente. Bateó jonrones en partidos consecutivos contra los Bravos en mayo de 2007 como bateador emergente. Bateó 10 jonrones y 26 carreras impulsadas en 84 partidos.

### New York Yankees
El 31 de julio de 2007, los Dodgers negociaros a Betemit con los Yanquis de Nueva York a cambio del pitcher relevista Scott Proctor. El 2 de agosto de 2007, Betemit conectó un jonrón en su primer juego con los Yanquis, mientras que de vez en cuando reemplazaba a Derek Jeter en el campocorto. Su canción de entrada es "Better Man" de Pearl Jam. El 9 de mayo de 2008, Betemit fue la víctima del pickoff número 92 del lanzador de los Tigres de Detroit, Kenny Rogers.

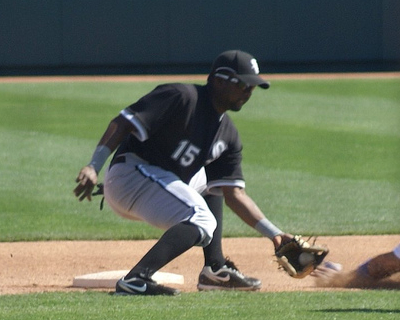
Betemit con los Chicago White Sox

### Chicago White Sox
El 13 de noviembre de 2008 Betemit, y los lanzadores de ligas menores Jeff Marquez y Jhonny Núñez fueron cambiado a los Medias Blancas de Chicago por el primera base Nick Swisher y el lanzador de ligas menores Kanekoa Texeira.
El 3 de junio de 2009, los Medias Blancas lo designaron para asignación para llamar en su lugar al prospecto Gordon Beckham.

### Kansas City Royals
El 12 de noviembre de 2009, Betemit firmó un contrato de ligas menores con los Reales de Kansas City. Comenzó la temporada 2010 en el equipo Clase AAA afiliado a los Reales, Omaha Royals de la Pacific Coast League.
Bateó jonrones desde ambos lados del plato el 10 de junio en la victoria 9-8 contra los Mellizos de Minnesota.

### Detroit Tigers
El 20 de julio de 2011, Betemit fue cambiado a los Tigres de Detroit por Antonio Cruz y Julio Rodríguez.

### Baltimore Orioles
El 23 de enero de 2012, Dan Connolly informó que los Orioles de Baltimore llegaron a un acuerdo de dos años con Betemit y que se está en espera de un examen físico. El contrato cuenta con una opción para un tercer año.

## Posiciones
En el momento de su canje a los Yankees, Betemit había jugado 202 partidos en la tercera base, 57 en el campocorto, y 12 en la segunda base, así como 1 2/3 innings sin incidentes en el jardín derecho. El 4 de agosto de 2007, Betemit comenzó a jugar por primera vez en su carrera en la primera base para los Yankees.

## Fecha de nacimiento
Existe cierta confusión en torno a la fecha de nacimiento de Betemit. Su perfil oficial en MLB.com lista su edad como 28/7/1980, mientras que otras fuentes, incluyendo su información en el sitio de estadísticas de Baseball-Reference.com, aparece como 2/11/1981. Un artículo de febrero del 2000 en el periódico Savannah Morning News ofrece una explicación al respecto.